# Desa Batulawang (administrativ by i Indonesien, lat -6,68, long 107,03)
Desa Batulawang är en administrativ by i Indonesien.   Den ligger i provinsen Jawa Barat, i den västra delen av landet, 60 km söder om huvudstaden Jakarta.